# Jugorje, Novo mesto
Jugorje este o localitate din comuna Novo mesto, Slovenia, cu o populație de 68 de locuitori.